# Vincenzo Vigliotti
Vincenzo Vigliotti (Maddaloni, 10 maggio 1994) è un multiplista italiano.

## Biografia

### Le società di militanza e gli allenatori avuti
Il 2009 è l'anno in cui inizia la pratica dell'atletica con la Polisportiva Astro 2000 a Benevento.
Nel 2011 passa alla concittadina società dell'Enterprise Sport & Service.
Dal 2013 indossa i colori dell'Atletica Studentesca di Rieti, intitolata dal 2016 al compianto Andrea Milardi.
Il suo attuale allenatore è l'ucraino Sergey Derkach, padre dell'atleta azzurra Dariya Derkach; in passato è stato seguito dal tecnico italiano Alessandro Papa.

### 2009-2012: i Mondiali allievi e i primi titoli italiani giovanili
Al suo primo anno di tesseramento, 2009, partecipa ai campionati italiani cadetti, concludendo in 18ª posizione nel salto in alto.
L'anno dopo, 2010, finisce al 12º posto nell'octathlon ai nazionali allievi di prove multiple ed esce in batteria sui 100 m agli italiani under 18.
Due prime volte nel 2011: partecipa in Francia alla prima rassegna internazionale giovanile quando ai Mondiali allievi di Lilla termina al 21º posto nell'octathlon; nella stessa specialità vince il suo primo titolo italiano ai campionati nazionali under 18 di prove multiple.
Inoltre giunge settimo nel pentathlon allievi ai campionati italiani di prove multiple indoor; invece ai nazionali under 18 sui 400 m, vince la medaglia di bronzo al coperto e termina sesto outdoor.
Nel 2012 si laurea campione italiano juniores nell'eptathlon indoor; invece all'aperto nel decathlon juniores ai campionati nazionali, pur essendo presente nella lista dei partecipanti, non prende parte alla competizione.
Vince poi il bronzo con la 4x400 m agli italiani under 20.

### 2013-2014: gli Europei juniores e altri titoli italiani giovanili
2013, prende parte agli Europei juniores di Rieti gareggiando come staffettista nella 4x400 m che termina al settimo posto.
Doppietta di titoli nazionali juniores, con vittoria dell'eptathlon indoor (realizzando il nuovo record italiano di categoria e portandolo a 5159 punti) e nel decathlon all'aperto.
Due medaglie vinte ai campionati italiani juniores indoor: bronzo sui 400 m ed oro con la staffetta 4x200 m. Altro bronzo agli assoluti indoor sempre nella 4x200 m.
Campione italiano under 20 con la staffetta 4x100 m e sesto nei 400 m. Infine agli assoluti di Milano gareggia con la 4x100 m, venendo però squalificati; invece nel decathlon era iscritto, ma non ha partecipato.
Al suo primo anno nella categoria promesse, 2014, diventa subito campione italiano under 23 nell'eptathlon indoor e quarto assoluto (a soli 15 punti dal bronzo di Gianluca Simionato, 5104 punti contro i 5119 del terzo).
Agli italiani promesse indoor termina quarto sui 60 m (a soli 2 centesimi dal bronzo di Matteo Didioni, 6"91 contro il 6"89 del terzo); decimo nel lungo e ritirato nella 4x200 m. Negli assoluti al coperto esce in batteria sui 60 m e termina al sesto posto con la 4x200 m.
Invece all'aperto dopo essere stato assente ai campionati italiani promesse di prove multiple, partecipa agli assoluti di prove multiple a Rovereto, dove però non conclude la due giorni del decathlon, ritirandosi prima della prova del getto del peso.

### 2015-2016: l'esordio con la Nazionale seniores e il titolo italiano assoluto indoor
Il 2015 è l'anno del suo esordio con la maglia azzurra della Nazionale assoluta: nella Coppa Europa di prove multiple tenutasi in Polonia ad Inowrocław, non porta a termine la gara del decathlon, a causa di un infortunio al tallone, non presentandosi alla partenza dei 110 m hs.
In Italia invece fa doppietta di titoli nazionali promesse, vincendo l'eptathlon indoor (bronzo tra gli assoluti) ed il decathlon all'aperto (assente invece agli assoluti di Torino).
Giunge inoltre settimo nel lungo agli italiani under 23 al coperto. Doppia medaglia d'argento in staffetta ai campionati italiani promesse, con la 4x100 m e la 4x400 m (11º nel lungo).
Nel 2016 ai campionati italiani di prove multiple indoor vincendo la prova di eptathlon, diventa per la prima volta in carriera campione italiano assoluto indoor, conquistando quindi anche il titolo nazionale under 23 al coperto.
Sempre indoor, diventa campione italiano promesse con la 4x200 m, finisce sesto nel lungo e viene squalificato in batteria sui 60 m. Infine agli assoluti indoor, conclude 12º nella 4x200 m ed esce in batteria sui 60 m.
All'aperto invece è stato assente sia ai campionati italiani promesse che agli assoluti di Rieti.

## Record nazionali

### Juniores
- Staffetta 4x200 metri indoor: 1'26"85 ( Ancona, 2 marzo 2013)
(Fausto Desalu, Vincenzo Vigliotti, Jonatan Capuano, Enrico Nobili)[5]
- Staffetta 4x200 metri indoor (club): 1'28"30 ( Ancona, 24 febbraio 2013)
(Gianluca Martino, Enrico Nobili, Jonatan Capuano, Vincenzo Vigliotti)[6]
- Eptathlon indoor: 5159 punti ( Ancona, 27 gennaio 2013[7] sino all'11 gennaio 2015[8])

## Progressione

### Decathlon
| Stagione | Punteggio | Luogo         | Data      | Rank. Mond. |
| -------- | --------- | ------------- | --------- | ----------- |
| 2015     | 7009 p.   | Lana          | 31-5-2015 | -           |
| 2013     | 6737 p.   | Busto Arsizio | 2-6-2013  | -           |

### Eptathlon indoor
| Stagione | Punteggio | Luogo  | Data      | Rank. Mond. |
| -------- | --------- | ------ | --------- | ----------- |
| 2016     | 5225 p.   | Padova | 23-1-2016 | -           |
| 2015     | 5202 p.   | Padova | 24-1-2015 | -           |
| 2014     | 5104 p.   | Padova | 26-1-2014 | -           |
| 2013     | 5159 p.   | Ancona | 27-1-2013 | -           |
| 2012     | 4699 p.   | Ancona | 28-1-2012 | -           |

## Palmares
| Anno | Manifestazione   | Sede  | Evento    | Risultato | Prestazione | Note   |
| ---- | ---------------- | ----- | --------- | --------- | ----------- | ------ |
| 2011 | Mondiali allievi | Lilla | Octathlon | 21º       | 4393 punti  | [ 9 ]  |
| 2013 | Europei juniores | Rieti | 4x400 m   | 7º        | 3'11"44     | [ 10 ] |

## Campionati nazionali
- 1 volta campione assoluto indoor nell'eptathlon (2016)
- 3 volte campione promesse indoor nell'eptathlon (2014, 2015, 2016)
- 1 volta campione promesse indoor nella 4x200 m (2016)
- 1 volta campione promesse nel decathlon (2015)
- 1 volta campione juniores nella 4x100 m (2013)
- 1 volta campione juniores indoor nella 4x200 m (2013)
- 1 volta campione juniores nel decathlon (2013)
- 2 volte campione juniores indoor nell'eptathlon (2012, 2013)
- 1 volta campione allievi nell'octathlon (2011)

2009
- 18º ai Campionati italiani cadetti e cadette, (Desenzano del Garda), Salto in alto - 1,65 m[11]

2010
- 12º ai Campionati italiani allievi e allieve di prove multiple, (Biella), Octathlon - 4565 punti[12]
- In batteria ai Campionati italiani allievi e allieve, (Rieti), 100 m - 11"31[13]

2011
- 7º ai Campionati italiani di prove multiple indoor, (Ancona), Pentathlon - 3220 punti (allievi)[14]
- Bronzo ai Campionati italiani allievi-juniores-promesse indoor, (Ancona), 400 m - 51"30[15]
- Oro ai Campionati italiani allievi e allieve di prove multiple, (Bressanone), Octathlon - 5510 punti[16]
- 6º ai Campionati italiani allievi e allieve, (Rieti), 400 m - 50"88[17]

2012
- Oro ai Campionati italiani di prove multiple indoor, (Ancona), Eptathlon - 4699 punti (juniores)[18]
- Bronzo ai Campionati italiani juniores e promesse, (Misano Adriatico), 4x400 m - 3'21"47[19]

2013
- Oro ai Campionati italiani di prove multiple indoor, (Ancona), Eptathlon - 5159 punti (juniores)[20]
- Bronzo ai Campionati italiani allievi e juniores indoor, (Ancona), 400 m - 49"13[21]
- Oro ai Campionati italiani allievi e juniores indoor, (Ancona), 4x200 m - 1'28"30[22]
- Bronzo ai Campionati italiani assoluti indoor, (Ancona), 4x200 m - 1'29"02[23]
- Oro ai Campionati italiani juniores e promesse di prove multiple, (Busto Arsizio), Decathlon - 6737 punti[24]
- 6º ai Campionati italiani juniores e promesse, (Rieti), 400 m - 48"65[25]
- Oro ai Campionati italiani juniores e promesse, (Rieti), 4x100 m - 41"19[26]
- In finale ai Campionati italiani assoluti, (Milano), 4x100 m - dq[27]

2014
- 4º ai Campionati italiani di prove multiple indoor, (Padova), Eptathlon - 5104 punti (assoluti)[28]
- Oro ai Campionati italiani di prove multiple indoor, (Padova), Eptathlon - 5104 punti (promesse)[29]
- 4º ai Campionati italiani juniores e promesse indoor, (Ancona), 60 m - 6"91[30]
- 10º ai Campionati italiani juniores e promesse indoor, (Ancona), Salto in lungo - 6,87 m[31]
- In finale ai Campionati italiani juniores e promesse indoor, (Ancona), 4x200 m - r[32]
- In batteria ai Campionati italiani assoluti indoor, (Ancona), 60 m - 6"96[33]
- 6º ai Campionati italiani assoluti indoor, (Ancona), 4x200 m - 1'30"08[34]
- In finale ai Campionati italiani assoluti di prove multiple, (Rovereto), Decathlon - r[35]

2015
- Bronzo ai Campionati italiani di prove multiple indoor, (Padova), Eptathlon - 5202 punti (assoluti)[36]
- Oro ai Campionati italiani di prove multiple indoor, (Padova), Eptathlon - 5202 punti (promesse)[37]
- 7º ai Campionati italiani juniores e promesse indoor, (Ancona), Salto in lungo - 7,06 m[38]
- Oro ai Campionati italiani juniores e promesse di prove multiple, (Lana), Decathlon - 7009 punti[39]
- 11º ai Campionati italiani juniores e promesse, (Rieti), Salto in lungo - 6,92 m[40]
- Argento ai Campionati italiani juniores e promesse, (Rieti), 4x100 m - 41"43[41]
- Argento ai Campionati italiani juniores e promesse, (Rieti), 4x400 m - 3'17"86[42]

2016
- Oro ai Campionati italiani di prove multiple indoor, (Padova), Eptathlon - 5225 punti (assoluti)[43]
- Oro ai Campionati italiani di prove multiple indoor, (Padova), Eptathlon - 5225 punti (promesse)[44]
- In batteria ai Campionati italiani juniores e promesse indoor, (Ancona), 60 m - dq[45]
- 6º ai Campionati italiani juniores e promesse indoor, (Ancona), Salto in lungo - 7,20 m[46]
- Oro ai Campionati italiani juniores e promesse indoor, (Ancona), 4x200 m - 1'29"90[47]
- In batteria ai Campionati italiani assoluti indoor, (Ancona), 60 m - 6"98[48]
- 12º ai Campionati italiani assoluti indoor, (Ancona), 4x200 m - 1'31"04[49]

## Altre competizioni internazionali
2013
- Argento nell'Incontro internazionale juniores indoor, ( Ancona), 60 m - 6"97[10]
- Oro nell'Incontro internazionale juniores indoor, ( Ancona), 4x200 m - 1'26"85[10]
- In finale al XXVI Multistars, ( Firenze), Decathlon - dnf[50]
- Oro nella Coppa dei Campioni juniores per club, ( Brno), Salto in lungo - 7,06 m[51]
- Oro nella Coppa dei Campioni juniores per club di atletica leggera, ( Brno), 4x100 m - 41"59[51]

2015
- In finale al XXVIII Multistars, ( Firenze), Decathlon - dnf[52]
- In finale nella Coppa Europa di prove multiple, ( Inowrocław), Decathlon - r[53]